# Phanis abaris
Phanis abaris är en fjärilsart som beskrevs av Paul Mabille 1891. Phanis abaris ingår i släktet Phanis och familjen tjockhuvuden. Inga underarter finns listade i Catalogue of Life.